# Dominic Solanke
Dominic Ayodele Solanke-Mitchell (Reading, Bekshire, Inglaterra, Reino Unido, 14 de septiembre de 1997), más conocido como Dominic Solanke, es un futbolista británico que juega de delantero en el Tottenham Hotspur F. C. de la Premier League.

## Trayectoria

### Inicios
Empezó a jugar en el Chelsea F. C. Reserves en el 2004. En la temporada 2013/14, anotó 20 goles en 25 partidos con el equipo sub-18.

### Chelsea F. C.
Al estar Diego Costa lesionado, el 18 de octubre de 2014 fue convocado y estuvo en el banquillo del partido de Premier League ante el Crystal Palace. Unos días más tarde, el 21 de octubre, debutó profesionalmente sustituyendo a Oscar en el minuto 73 en un partido de la Liga de Campeones de la UEFA ante el NK Maribor que terminó con victoria por 6-0 de los Blues. Se convirtió en el jugador más joven en debutar con el Chelsea F. C. en la Liga de Campeones de la UEFA y en el segundo inglés más joven tras Jack Wilshere.
A nivel juvenil, continuó con su racha anotadora, anotando 15 goles en 16 partidos antes de Navidad y finalizando la fase de grupos de la Liga Juvenil de la UEFA como máximo goleador después de anotar un hattrick en el último partido ante el Sporting CP. El 10 de abril de 2015, anotó en la semifinal de la Liga Juvenil de la UEFA ante la A. S. Roma para que el Chelsea F. C. se clasificará para la final. Anotó en la final ante el Shaktar Donetsk, en un partido que acabó con victoria por 3-2 de los Blues y ganaron la Liga Juvenil de la UEFA. Finalizó el campeonato anotando 12 goles en 9 partidos, siendo el máximo goleador. El 20 de abril, anotó el último gol del partido para dar la victoria por 3-1 al Chelsea F. C. ante el Manchester City y ganaron la Copa FA Juvenil. Con ese gol, anotó 35 goles en la temporada. El 7 de mayo, superó los 41 goles en la temporada después de anotar un hattrick ante el Liverpool F. C. Sub-21. Fue elegido el mejor jugador de la Academia del Chelsea en 2015.
En la temporada 2015-16 jugó como cedido en el Vitesse holandés, donde anotó siete goles. En su regreso al Chelsea de cara a la siguiente temporada, no llegó a jugar ningún encuentro oficial.

### Liverpool F. C.
El 30 de mayo de 2017 fichó por el Liverpool F. C., equipo al que llegaría libre tras acabar contrato con el Chelsea F. C. En su primera campaña en el club disputó 27 encuentros oficiales, llegando a estar en el banquillo en la final de la Liga de Campeones ante el Real Madrid.

### AFC Bournemouth
El 4 de enero de 2019 fichó por el AFC Bournemouth, que pagó 21 millones de euros por el joven delantero. Hasta noviembre de 2020, marcó 14 goles para Bournemouth.

## Selección nacional

### Categorías inferiores
Ha sido internacional con las categorías sub-16, sub-17, sub-18, sub-19, sub-20 y sub-21 de la selección inglesa. En total anotó 35 tantos entre todas las categorías.
En mayo de 2014, fue parte de la selección que ganó el Europeo Sub-17 2014. Finalizó el campeonato como uno de los máximos goleadores con 4 goles en 4 partidos.
En enero de 2015, ganó el premio al mejor jugador joven masculino inglés del 2014. El 25 de marzo, recibió el premio y fue invitado a entrenar con la selección inglesa absoluta.

### Mundial Sub-20 2017
Fue convocado para jugar la Copa Mundial de Fútbol Sub-20 de 2017 con la selección de Inglaterra. Durante el torneo marcó 4 goles, incluido un doblete a Italia en semifinales, siendo el goleador de su selección y fue premiado con el Balón de Oro como mejor jugador del torneo.
| Competencia                           | Sede          | Resultado | Part. | Goles | Promedio |
| ------------------------------------- | ------------- | --------- | ----- | ----- | -------- |
| Copa Mundial de Fútbol Sub-20 de 2017 | Corea del Sur | Campeón   | 7     | 4     | 0.57     |

### Selección absoluta
El 14 de noviembre de 2017 debutó con la selección inglesa en un amistoso ante Brasil.

## Estadísticas

### Clubes
Actualizado al último partido disputado el 1 de mayo de 2025.
| Club | Div.          | Temporada     | Liga  | Liga  | Liga   | Copas nacionales(1) | Copas nacionales(1) | Copas nacionales(1) | Copas internacionales(2) | Copas internacionales(2) | Copas internacionales(2) | Total(3) | Total(3) | Total(3) |
| Club | Div.          | Temporada     | Part. | Goles | Asist. | Part.               | Goles               | Asist.              | Part.                    | Goles                    | Asist.                   | Part.    | Goles    | Asist.   |
| --- | ------------- | ------------- | ----- | ----- | ------ | ------------------- | ------------------- | ------------------- | ------------------------ | ------------------------ | ------------------------ | -------- | -------- | -------- |
| Chelsea F. C. Inglaterra | 1.ª           | 2014-15       | 0     | 0     | 0      | 0                   | 0                   | 0                   | 1                        | 0                        | 0                        | 1        | 0        | 0        |
| Chelsea F. C. Inglaterra | Total club    | Total club    | 0     | 0     | 0      | 0                   | 0                   | 0                   | 1                        | 0                        | 0                        | 1        | 0        | 0        |
| S. B. V. Vitesse · Países Bajos | 1.ª           | 2015-16       | 25    | 7     | 1      | 1                   | 0                   | 0                   | —                        | —                        | —                        | 26       | 7        | 1        |
| S. B. V. Vitesse · Países Bajos | Total club    | Total club    | 25    | 7     | 1      | 1                   | 0                   | 0                   | 0                        | 0                        | 0                        | 26       | 7        | 1        |
| Liverpool F. C. Inglaterra | 1.ª           | 2017-18       | 21    | 1     | 1      | 2                   | 0                   | 0                   | 4                        | 0                        | 0                        | 27       | 1        | 1        |
| Liverpool F. C. Inglaterra | Total club    | Total club    | 21    | 1     | 1      | 2                   | 0                   | 0                   | 4                        | 0                        | 0                        | 27       | 1        | 1        |
| AFC Bournemouth Inglaterra | 1.ª           | 2018-19       | 10    | 0     | 1      | 0                   | 0                   | 0                   | —                        | —                        | —                        | 10       | 0        | 1        |
| AFC Bournemouth Inglaterra | 1.ª           | 2019-20       | 32    | 3     | 1      | 4                   | 1                   | 0                   | —                        | —                        | —                        | 36       | 4        | 1        |
| AFC Bournemouth Inglaterra | 2.ª           | 2020-21       | 42    | 15    | 9      | 3                   | 0                   | 0                   | —                        | —                        | —                        | 45       | 15       | 9        |
| AFC Bournemouth Inglaterra | 2.ª           | 2021-22       | 46    | 29    | 7      | 2                   | 1                   | 0                   | —                        | —                        | —                        | 48       | 30       | 7        |
| AFC Bournemouth Inglaterra | 1.ª           | 2022-23       | 33    | 6     | 7      | 2                   | 1                   | 0                   | —                        | —                        | —                        | 35       | 7        | 7        |
| AFC Bournemouth Inglaterra | 1.ª           | 2023-24       | 38    | 19    | 3      | 4                   | 2                   | 1                   | —                        | —                        | —                        | 42       | 21       | 4        |
| AFC Bournemouth Inglaterra | Total club    | Total club    | 201   | 72    | 28     | 15                  | 5                   | 1                   | 0                        | 0                        | 0                        | 216      | 77       | 29       |
| Tottenham Hotspur F. C. Inglaterra | 1.ª           | 2024-25       | 25    | 8     | 3      | 4                   | 2                   | 1                   | 11                       | 4                        | 4                        | 40       | 14       | 8        |
| Tottenham Hotspur F. C. Inglaterra | Total club    | Total club    | 25    | 8     | 3      | 4                   | 2                   | 1                   | 11                       | 4                        | 4                        | 40       | 14       | 8        |
| Total carrera | Total carrera | Total carrera | 271   | 88    | 33     | 22                  | 7                   | 2                   | 16                       | 4                        | 4                        | 310      | 99       | 39       |
| (1) Incluye datos de la Community Shield, Copa de la Liga de Inglaterra y Copa de los Países Bajos. (2) Incluye datos de la Liga de Campeones de la UEFA. (3) No incluye goles en partidos amistosos. |               |               |       |       |        |                     |                     |                     |                          |                          |                          |          |          |          |

## Palmarés

### Campeonatos nacionales
| Título          | Club                   | País       | Año  |
| --------------- | ---------------------- | ---------- | ---- |
| Copa FA Juvenil | Chelsea F. C. Reserves | Inglaterra | 2014 |
| Copa FA Juvenil | Chelsea F. C. Reserves | Inglaterra | 2015 |
| Copa de la Liga | Chelsea F. C. Reserves | Inglaterra | 2015 |
| Premier League  | Chelsea F. C. Reserves | Inglaterra | 2015 |

### Campeonatos internacionales
| Título                    | Club                    | País          | Año  |
| ------------------------- | ----------------------- | ------------- | ---- |
| Victory Shield            | Inglaterra sub-16       | Inglaterra    | 2012 |
| Europeo Sub-17 de la UEFA | Inglaterra sub-17       | Malta         | 2014 |
| Liga Juvenil de la UEFA   | Chelsea F. C. Reserves  | Suiza         | 2015 |
| Mundial Sub-20            | Inglaterra sub-20       | Corea del Sur | 2017 |
| Liga Europa de la UEFA    | Tottenham Hotspur F. C. | España        | 2025 |

### Distinciones individuales
| Distinción                                       | Año  |
| ------------------------------------------------ | ---- |
| Máximo goleador del Europeo Sub-17               | 2014 |
| Mejor jugador joven inglés del año               | 2014 |
| Máximo goleador de la Liga Juvenil de la UEFA    | 2015 |
| Mejor jugador del Mundial Sub-20                 | 2017 |
| Jugado del mes de diciembre de la Premier League | 2023 |